# Henning Börm
Henning Börm (* 1974 in Flensburg) ist ein deutscher Althistoriker.

## Laufbahn
Henning Börm studierte vom Wintersemester 1995/96 bis zum Wintersemester 2001/02 Geschichte und Germanistik an der Universität Kiel, wo er im Februar 2002 das Erste Staatsexamen ablegte. Von 2003 bis 2004 war er am Seminar für Alte Geschichte der Universität Münster tätig, von 2004 bis 2008 am Institut für Klassische Altertumskunde der Universität Kiel als Wissenschaftlicher Mitarbeiter von Peter Weiß. Er wurde dort im Sommersemester 2006 mit einer von Josef Wiesehöfer betreuten Untersuchung zu dem spätantiken Geschichtsschreiber Prokopios von Caesarea und den römisch-persischen Beziehungen summa cum laude promoviert. Seit 2008 war er Assistent von Ulrich Gotter am Lehrstuhl für Alte Geschichte der Universität Konstanz, seit der Habilitation mit einer Studie zur hellenistischen Geschichte im Wintersemester 2017/18 Privatdozent. 2015 erhielt er den Lehrpreis der Universität Konstanz.
2014/15 war Börm Fellow am Kulturwissenschaftlichen Kolleg; im Wintersemester 2017/18 lehrte er als Vertreter von Aloys Winterling an der Humboldt-Universität zu Berlin, im Sommersemester 2018 vertrat er Mischa Meier an der Universität Tübingen, im Wintersemester 2019/20 war er Gastprofessor an der Universität Innsbruck. 2019 wurde er in das Heisenberg-Programm der Deutschen Forschungsgemeinschaft aufgenommen, und von 2020 bis 2022 war Börm Professor für Alte Geschichte an der Universität Bochum. 2022 folgte er dem Ruf der Universität Rostock auf den dortigen Lehrstuhl für Alte Geschichte. Im März 2024 lehrte er als Gastdozent an der University of Toronto.

## Forschung
Börm forscht sowohl zu griechischen als auch zu römischen Themen und hat sich vor allem auf die Geschichte der Mittelmeerwelt im Hellenismus und in der Spätantike spezialisiert. In seiner Dissertation und mehreren folgenden Fachartikeln hat er insbesondere die Beziehungen zwischen dem Römischen Reich und dem neupersischen Sāsānidenreich behandelt. Seine Untersuchung Prokop und die Perser wurde international als wichtiger Beitrag zur Forschung zu dem spätantiken Geschichtsschreiber Prokopios von Caesarea und zu den römisch-persischen Kontakten gewürdigt. Im Jahr 2013 erschien zudem eine Darstellung der weströmischen Geschichte, in der Börm vor allem innerrömische Konflikte für den Zusammenbruch des Westreiches während der so genannten „Völkerwanderung“ verantwortlich macht. Auch diese Studie wurde in Fachkreisen sehr positiv aufgenommen, 2018 erschien eine erweiterte zweite Auflage.
Den dritten Schwerpunkt seiner Arbeit schließlich bilden antike Bürgerkriege, insbesondere Staseis in griechischen Poleis. Sie sind der Gegenstand seiner 2017 eingereichten Habilitationsschrift, die 2019 publiziert und im Fach als „anregend“ und „weiterführend“ bzw. „exzellent“ begrüßt wurde. Hinzu kommen zahlreiche Buchbeiträge und Aufsätze in althistorischen Fachzeitschriften (Chiron, Gymnasium, Historia und Klio) sowie Besprechungen u. a. bei H-Soz-u-Kult, in der Historischen Zeitschrift, im Journal of Late Antiquity, im Bryn Mawr Classical Review, im Gnomon und in den Sehepunkten. Börm hat überdies Artikel für den Neuen Pauly, das Reallexikon für Antike und Christentum und das Oxford Classical Dictionary sowie den Eintrag Procopius in der Encyclopædia Iranica verfasst.
2022 wurde Börm in den wissenschaftlichen Beirat der Kommission für Alte Geschichte und Epigraphik gewählt. Von 2018 bis 2022 fungierte er als einer der Projektleiter des DFG-Forschernetzwerks Interner Krieg. Daneben beschäftigt er sich mit vergleichender Monarchieforschung, griechischer Geschichtsschreibung und Mythologie sowie mit Diskursanalyse. Börm ist ordentliches Mitglied des Deutschen Archäologischen Instituts sowie unter anderem Mitglied im Advisory Board der Zeitschrift Classica Cracoviensia, im Beirat des Chiron und der Vestigia sowie im Editorial Board der Reihe Historiography of Rome and its Empire; ferner fungiert er als Mitherausgeber der Reihe Reiche der Alten Welt im Kohlhammer Verlag sowie der Reihe Studies in Ancient Civil War bei De Gruyter Brill. Als Gutachter ist er unter anderem für den Europäischen Forschungsrat, die Deutsche Forschungsgemeinschaft und die Alexander-von-Humboldt-Stiftung tätig.

## Schriften (Auswahl)
Monographien
- Mordende Mitbürger. Stasis und Bürgerkrieg in griechischen Poleis des Hellenismus (= Historia-Einzelschriften. Band 258). Steiner, Stuttgart 2019, ISBN 978-3-515-12311-2.
- Westrom. Von Honorius bis Justinian (= Urban-Taschenbuch. Band 735). Kohlhammer, Stuttgart 2018, ISBN 978-3-17-033216-4 (2. Auflage).
- Prokop und die Perser. Untersuchungen zu den römisch-sasanidischen Kontakten in der ausgehenden Spätantike (= Oriens et Occidens. Band 16). Steiner, Stuttgart 2007, ISBN 978-3-515-09052-0.

Herausgeberschaften
- mit Ulrich Gotter und Wolfgang Havener: A culture of civil war? Bellum civile and political communication in late Republican Rome (= Heidelberger Althistorische Beiträge und Epigraphische Studien. Band 65). Steiner, Stuttgart 2023, ISBN 978-3-515-13401-9.
- mit Nino Luraghi: The Polis in the Hellenistic World. Steiner, Stuttgart 2018, ISBN 978-3-515-12020-3.
- mit Johannes Wienand und Marco Mattheis: Civil War in Ancient Greece and Rome. Contexts of Disintegration and Reintegration (= Heidelberger Althistorische Beiträge und Epigraphische Studien. Band 58). Steiner, Stuttgart 2016, ISBN 978-3-515-11224-6.
- mit Carsten Binder und Andreas Luther: Diwan. Studies in the History and Culture of the Ancient Near East and the Eastern Mediterranean. Wellem, Duisburg 2016, ISBN 978-3-941820-24-1.
- Antimonarchic Discourse in Antiquity (= Studies in Ancient Monarchies. Band 3). Steiner, Stuttgart 2015, ISBN 978-3-515-11095-2.
- mit Josef Wiesehöfer: Commutatio et contentio. Studies in the Late Roman, Sasanian, and Early Islamic Near East. Wellem, Düsseldorf 2010, ISBN 978-3-941820-03-6.
- mit Norbert Ehrhardt und Josef Wiesehöfer: Monumentum et instrumentum inscriptum. Beschriftete Objekte aus Kaiserzeit und Spätantike als historische Zeugnisse. Steiner, Stuttgart 2008, ISBN 978-3-515-09239-5.